# Idalus aleteria
Idalus aleteria là một loài bướm đêm thuộc phân họ Arctiinae, họ Erebidae.